# 維加鳥科
維加鳥科（學名：Vegaviidae）是雁形類（Anserimorph）演化樹基部的一個演化支，生存於白堊紀晚期至古新世早期，其化石出土於加拿大、智利、紐西蘭與南極洲等地，包括維加鳥屬、極地鳥屬、南鳥屬、新潛鳥屬與馬威鳥屬等鳥類。

## 研究歷史
極地鳥屬與新潛鳥屬過去因腿部特徵而被認為是潛鳥的基群，但也有許多人反對此觀點。2017年，Agnolín等人將此兩者與維加鳥屬和南鳥屬歸為同一類群，即維加鳥科，維加鳥科在演化樹上位於雁形類的基部，意即為雁形類冠群（雁形目）的姊妹群，成功跨越了白堊紀－古近紀界線而未於白堊紀結束時滅絕，另外論文中也指出這些鳥類均分布於岡瓦納大陸。同年另一篇論文則認為維加鳥科可能是冠恐鳥形目的姊妹群；此外該年還有另一篇論文發表了出土於加拿大的水生鳥類化石馬威鳥屬，將其也歸入維加鳥科，並主張維加鳥科是扇尾類的基群。
2018年，傑拉爾德·梅爾對維加鳥科的分類提出質疑，他指出維加鳥屬與極地鳥屬因股骨與脛跗骨特徵接近，可能確實屬於同一類群，但其他三個屬的歸屬則無充分證據支持，也無證據支持維加鳥科和雁形目的關係 。